# Биспинг, Майкл
Майкл Биспинг (англ. Michael Bisping; род. 28 февраля 1979, британская военная база в Никосии, Кипр) — английский спортсмен, боец смешанных боевых искусств, выступавший в среднем дивизионе в Ultimate Fighting Championship (UFC). Бывший чемпион UFC в среднем весе. Бывший чемпион Cage Rage в полутяжёлом весе, и победитель турнира Ultimate Fighter 3 в полутяжёлом весе. 4 июня 2016 года завоевал пояс чемпиона UFC в среднем весе, победив Люка Рокхолда. На UFC 204 защитил пояс, победив Дэна Хендерсона. 4 ноября 2017 года утратил титул, проиграв Жоржу Сен-Пьеру.

## Биография
Биспинг родился на британской военной базе в Никосии, Кипр, и провёл детство в Ланкашире, Англия. Там в возрасте 8 лет он начал обучение джиу-джитсу, а в 1994 году в возрасте 15 лет он выступал в качестве любителя в первом в Великобритании турнире по «боям без правил», предшественнике современного ММА, называемом Knock Down Sport Budo.
Роли в кино.
Снимался 3 сезоне сериала "Dark Matterr" в роли злодея.
После боя с Витором Белфортом в 2013-м году у Биспинга началось отслоение сетчатки в правом глазном яблоке, а затем правое глазное яблоко и вовсе удалили. В результате сейчас Биспинг видит лишь одним глазом и пользуется стеклянным глазным протезом для второго.

## Спортивная карьера

### До ММА
В возрасте 18 лет Биспинг решил отказаться от тренировок и занятий боевыми искусствами, чтобы «продолжить реальную жизнь». Менее чем через год Биспинг начал подготовку в боксе, кикбоксинге и карате по совету Аллана Кларкина, владельца клуба «Чёрные рыцари кикбоксинга» (англ. Black Knights Kickboxing), увидевшего потенциал в молодом бойце. Биспинг выстроил короткую, но успешную карьеру в кикбоксинге, выиграв титул North West Area, а позже Pro British в полутяжёлом весе. После короткой паузы в 1998 году Биспинг вернулся в кикбоксинг и выиграл Pro British в полутяжёлом весе во второй раз. Вскоре после завоевания второго титула в кикбоксинге Биспинг был вынужден отказаться от полноценных тренировок для «реальной работы». Биспинг работал на заводах, бойнях и т. д. Он был почтальоном, плиточником, штукатуром и продавцом.

### Дебют в ММА
Профессиональный дебют Биспинга в смешанных боевых искусствах произошёл на турнире "Pride & Glory 2: Битва века 4 апреля 2004 года"; бой против Стива Мэтьюза продлился всего 38 секунд. Всего месяц спустя Биспинг впервые нокаутировал соперника, Джона Вейра, на турнире UK MMA Championship 7 — Rage & Fury. В своём третьем поединке по правилам ММА Биспинг стал чемпионом Cage Rage в полутяжёлом весе на турнире Cage Rage 7, победив Марка Эпштейна техническим нокаутом. Биспинг защитил свой чемпионский титул в матче-реванше против Эпштейна на Cage Rage 9, одержав победу нокаутом, что закрепило за Биспингом репутацию одного из лучших бойцов в полутяжёлом весе в Англии и принесло ему прозвище «Великая британская надежда» (англ. «The Great British Hope»).
На The Ultimate Fight Club UK: Natural Instinct 29 января 2005 года Биспинг дебютировал в клетке по правилам кикбоксинга против Дэвида Брауна в полутяжёлом весе. Биспинг победил, т.к. доктор во втором раунде остановил бой из-за травмы соперника.
30 апреля 2005 года, победив Дэйва Рэдфорда, Майкл завоевал вакантный титул Cage Warriors в полутяжёлом весе. 21 мая 2005 года на турнире CWFC: Strike Force 1 по правилам кикбоксинга Биспинг проиграл Сирилу Диабате решением судей после окончания первого дополнительного раунда (экстра-раунда).
18 июня 2005 года на FX3: Xplosion Биспинг завоевал титул FX3 в полутяжёлом весе и стал лидером основных федераций ММА Великобритании. 16 июля 2005 года на турнире CWFC: Strike Force 2 своей первой защите титула Cage Warriors Биспинг победил Миика Мехмета в начале четвёртой минуты первого раунда.
В сентябре 2005 года Cage Rage лишили Биспинга титула из-за «проблем управления». К концу 2005 года Биспинг продолжал успешно защищать титул Cage Warriors против Якоба Ловстадаи Росса Пойнтона на CWFC: Strike Force 3 и 4 событий, получив в рекорде 10 побед без поражений.

## Статистика выступлений в ММА
| Боёв 39  | Побед 30 | Поражений 9 |
| -------- | -------- | ----------- |
| Нокаутом | 18       | 3           |
| Сдачей   | 2        | 2           |
| Решением | 10       | 4           |

| Результат | Рекорд | Соперник        | Способ                                     | Турнир                                                   | Дата             | Раунд | Время | Место                     | Примечание                                                             |
| --------- | ------ | --------------- | ------------------------------------------ | -------------------------------------------------------- | ---------------- | ----- | ----- | ------------------------- | ---------------------------------------------------------------------- |
| Поражение | 30-9   | Келвин Гастелум | KO (удар рукой)                            | UFC Fight Night 122                                      | 25 ноября 2017   | 1     | 2:30  | Шанхай, Китай             |                                                                        |
| Поражение | 30-8   | Жорж Сен-Пьер   | Удушающий приём (сзади)                    | UFC 217                                                  | 4 ноября 2017    | 3     | 4:23  | Нью-Йорк, США             | Утратил титул чемпиона UFC в среднем весе                              |
| Победа    | 30-7   | Дэн Хендерсон   | Единогласное решение                       | UFC 204                                                  | 8 октября 2016   | 5     | 5:00  | Манчестер, Англия         | Защитил (1) титул чемпиона UFC в среднем весе. «Лучший бой вечера» (5) |
| Победа    | 29-7   | Люк Рокхолд     | KO (удары руками)                          | UFC 199                                                  | 4 июня 2016      | 1     | 3:36  | Инглвуд, США              | Завоевал титул чемпиона UFC в среднем весе. «Выступление вечера» (2)   |
| Победа    | 28-7   | Андерсон Силва  | Единогласное решение                       | UFC Fight Night: Silva vs. Bisping                       | 27 февраля 2016  | 5     | 5:00  | Лондон, Англия            | «Лучший бой вечера» (4)                                                |
| Победа    | 27-7   | Талес Лейтес    | Раздельное решение                         | UFC Fight Night 72                                       | 18 июля 2015     | 5     | 5:00  | Глазго, Шотландия         |                                                                        |
| Победа    | 26-7   | Си Би Доллауэй  | Единогласное решение                       | UFC 186                                                  | 25 апреля 2015   | 3     | 5:00  | Монреаль, Канада          |                                                                        |
| Поражение | 25-7   | Люк Рокхолд     | Удушающий приём (гильотина)                | UFC Fight Night: Rockhold vs. Bisping                    | 7 ноября 2014    | 2     | 0:57  | Сидней, Австралия         |                                                                        |
| Победа    | 25-6   | Кунг Ле         | TKO (удар коленом и удары руками)          | UFC Fight Night: Bisping vs. Le                          | 23 августа 2014  | 4     | 0:57  | Макао, Китай              | «Выступление вечера» (1)                                               |
| Поражение | 24-6   | Тим Кеннеди     | Единогласное решение                       | The Ultimate Fighter Nations Finale: Bisping vs. Kennedy | 16 апреля 2014   | 5     | 5:00  | Квебек, Канада            |                                                                        |
| Победа    | 24-5   | Алан Белчер     | Единогласное решение                       | UFC 159                                                  | 27 апреля 2013   | 3     | 4:29  | Ньюарк, Нью-Джерси, США   | Тычок в глаз; Белчер не смог продолжить бой                            |
| Поражение | 23-5   | Витор Белфорт   | TKO (хай-кик и удары)                      | UFC on FX: Belfort vs. Bisping                           | 19 января 2013   | 2     | 1:27  | Сан-Паулу, Бразилия       |                                                                        |
| Победа    | 23-4   | Брайан Стэнн    | Единогласное решение                       | UFC 152                                                  | 22 сентября 2012 | 3     | 5:00  | Торонто, Канада           |                                                                        |
| Поражение | 22-4   | Чейл Соннен     | Единогласное решение                       | UFC on Fox: Evans vs. Davis                              | 28 января 2012   | 3     | 5:00  | Чикаго, Иллинойс, США     | Бой за звание претендента на титул чемпиона UFC в среднем весе         |
| Победа    | 22-3   | Джейсон Миллер  | TKO (удар коленом в корпус и удары руками) | The Ultimate Fighter 14 Finale                           | 3 декабря 2011   | 3     | 3:34  | Лас-Вегас, США            | Бой тренеров The Ultimate Fighter 14                                   |
| Победа    | 21-3   | Хорхе Ривера    | TKO (удары)                                | UFC 127                                                  | 27 февраля 2011  | 2     | 1:54  | Сидней, Австралия         |                                                                        |
| Победа    | 20-3   | Ёсихиро Акияма  | Единогласное решение                       | UFC 120                                                  | 16 октября 2010  | 3     | 5:00  | Лондон, Англия            | «Лучший бой вечера» (3)                                                |
| Победа    | 19-3   | Дэн Миллер      | Единогласное решение                       | UFC 114                                                  | 29 мая 2010      | 3     | 5:00  | Лас-Вегас, США            |                                                                        |
| Поражение | 18-3   | Вандерлей Силва | Единогласное решение                       | UFC 110                                                  | 20 февраля 2010  | 3     | 5:00  | Сидней, Австралия         |                                                                        |
| Победа    | 18-2   | Денис Кан       | TKO (удар коленом в корпус и удары руками) | UFC 105                                                  | 14 ноября 2009   | 2     | 4:24  | Манчестер, Англия         | «Лучший бой вечера» (2)                                                |
| Поражение | 17-2   | Дэн Хендерсон   | KO (удар)                                  | UFC 100                                                  | 11 июля 2009     | 2     | 3:20  | Лас-Вегас, США            | Бой за титул чемпиона UFC в среднем весе                               |
| Победа    | 17-1   | Крис Лейбен     | Единогласное решение                       | UFC 89                                                   | 18 октября 2008  | 3     | 5:00  | Бирмингем, Англия         | Лебен сдал положительный результат на Станозолол                       |
| Победа    | 16-1   | Джейсон Дэй     | TKO (удары)                                | UFC 85                                                   | 7 июня 2008      | 1     | 3:42  | Лондон, Англия            |                                                                        |
| Победа    | 15-1   | Чарльз МакКарти | TKO (травма руки)                          | UFC 83                                                   | 19 апреля 2008   | 1     | 5:00  | Монреаль, Канада          | Дебют в среднем весе                                                   |
| Поражение | 14-1   | Рашад Эванс     | Раздельное решение                         | UFC 78                                                   | 17 ноября 2007   | 3     | 5:00  | Ньюарк, США               |                                                                        |
| Победа    | 14-0   | Мэтт Хэмилл     | Раздельное решение                         | UFC 75                                                   | 8 сентября 2007  | 3     | 5:00  | Лондон, Англия            |                                                                        |
| Победа    | 13-0   | Элвис Синосич   | TKO (удары)                                | UFC 70                                                   | 21 апреля 2007   | 2     | 1:40  | Манчестер, Англия         | «Лучший бой вечера» (1)                                                |
| Победа    | 12-0   | Эрик Шафер      | TKO (удары)                                | UFC 66: Liddell vs. Ortiz                                | 30 декабря 2006  | 1     | 4:24  | Лас-Вегас, США            | Дебют в UFC                                                            |
| Победа    | 11-0   | Джош Хейнс      | TKO (удары)                                | The Ultimate Fighter 3 Finale                            | 24 июня 2006     | 2     | 4:14  | Лас-Вегас, США            | Выиграл турнир The Ultimate Fighter 3                                  |
| Победа    | 10-0   | Росс Пойнтон    | Болевой приём (армбар)                     | CWFC: Strike Force 4                                     | 26 ноября 2005   | 1     | 2:00  | Ковентри, Англия          | Защитил (3) титул чемпиона CW в полутяжёлом весе                       |
| Победа    | 9-0    | Джэйкоб Ловстэд | Болевой приём                              | CWFC: Strike Force 3                                     | 1 октября 2005   | 1     | 1:10  | Ковентри, Англия          | Защитил (2) титул чемпиона CW в полутяжёлом весе                       |
| Победа    | 8-0    | Миика Мехмет    | TKO (Остановка углом бойца)                | CWFC: Strike Force 2                                     | 16 июля 2005     | 1     | 3:01  | Ковентри, Англия          | Защитил (1) титул чемпиона CW в полутяжёлом весе                       |
| Победа    | 7-0    | Алекс Кук       | Удушающий приём (guillotine choke)         | FX3: Xplosion                                            | 18 июня 2005     | 1     | 3:21  | Рединг, Англия            | Завоевал титул чемпиона FX3 в полутяжёлом весе                         |
| Победа    | 6-0    | Дэйв Рэдфорд    | TKO (удары)                                | CWFC: Ultimate Force                                     | 30 апреля 2005   | 1     | 2:46  | Шеффилд, Англия           | Завоевал первый титул чемпиона CW в полутяжёлом весе                   |
| Победа    | 5-0    | Марк Эпштейн    | KO (удар)                                  | Cage Rage 9                                              | 27 ноября 2004   | 3     | 4:43  | Лондон, Англия            | Защитил (1) титул чемпиона CR в полутяжёлом весе                       |
| Победа    | 4-0    | Энди Бриджес    | KO (удар)                                  | Pride & Glory 3 — Glory Days                             | 7 августа 2004   | 1     | 0:45  | Ньюкасл-апон-Тайн, Англия |                                                                        |
| Победа    | 3-0    | Марк Эпштейн    | TKO (удары руками и коленом)               | Cage Rage 7                                              | 10 июля 2004     | 2     | 1:27  | Лондон, Англия            | Завоевал титул чемпиона CR в полутяжёлом весе                          |
| Победа    | 2-0    | Джон Уир        | TKO (удары)                                | UK MMA Championship 7 — Rage & Fury                      | 30 мая 2004      | 1     | 0:50  | Манчестер, Англия         |                                                                        |
| Победа    | 1-0    | Стив Мэтьюс     | Болевой приём (armbar)                     | Pride & Glory 2 — Battle of the Ages                     | 10 апреля 2004   | 1     | 0:38  | Ньюкасл-апон-Тайн, Англия |                                                                        |

## Фильмография
- Охота на воров (2018)
- Тройная угроза (2019)
- Три икса: Мировое господство (2017)
- Воин (2019)
- Рыжая Соня (2025)